# 鄧小平
鄧小平（とう しょうへい、トン・シアオピン、簡体字：邓小平、英語: Deng Xiaoping、1904年8月22日 – 1997年2月19日）は、中華人民共和国の政治家。1978年12月から1989年11月まで同国の最高指導者。改革開放、一人っ子政策などで毛沢東時代の政策を転換し、現代の中華人民共和国の路線を築いた。

## 生涯
1904年8月22日、清の四川省広安県にて裕福な客家系地主の家庭に生まれる。なお、客家はもともと九江の辺りから東晋をそう下らない時代に填充された山間の漢民族であった。出生時は鄧先聖と名付けられ、幼い時には私塾での学名として鄧希賢の名も用いていた。鄧は16歳でフランス留学のため故郷を出た後、亡くなるまで帰郷することは一度もなかった。

### フランス留学時代
1920年10月、フランスに留学。第一次世界大戦後の労働力不足に応じた「勤工倹学」という形の苦学生であった。鄧が留学した時代のフランスは第一次世界大戦直後の不景気だったため、パリから遠く離れた市立中等校に入学して節約に励むが、生活費を稼ぐために半年で学校を辞め、工員・ボーイ・清掃夫など、職を転々と変えながらも堅実に貯金して、1922年10月に再び田舎町の市立中等学校に入学して3カ月間学んだ後、パリ近郊のルノーの自動車工場で工員として勤務する。フランス留学中の1922年に中国少年共産党に入党し、機関誌の作成を担当した。「ガリ版博士」とあだ名される。1925年、中国共産党ヨーロッパ支部の指導者となったため、フランス政府に危険分子と見なされる。これによってフランスでの居心地が悪くなった鄧はパリを発ち、1926年1月にフランスの警察が鄧小平のアパートを捜査に入った。

### ソ連への留学と帰国
1926年1月にはソビエト連邦のモスクワに渡り、東方勤労者共産大学・モスクワ中山大学で共産主義を学ぶ。モスクワ中山大学では当時同じ共青団に所属していた蔣介石の長男で後の中華民国総統である蔣経国と知り合って友人となった。
1927年に帰国してゲリラ活動を開始した。紅七軍を政治委員として指揮するが、冒険的で無計画な李立三路線に振り回される。1931年8月に蜂起したものの根拠地を失った部隊と共に毛沢東率いる江西ソビエトに合流し、瑞金県書記となる。しかしコミンテルンの指令に忠実なソ連留学組が多数派を占める党指導部は、農村でのゲリラ戦を重視する毛沢東路線に従う鄧小平を失脚させる。
1935年1月には周恩来の助力で中央秘書長に復帰し、長征に参加して八路軍一二九師政治委員となる。この後、華北方面での抗日ゲリラ戦を戦う。1946年6月以降に国民党と戦った国共内戦では、淮海戦役・揚子江渡河作戦で第2野戦軍政治委員などを務め、大きな戦果を収める。1949年10月の中華人民共和国の成立後も西南部の戦いを指導し、制圧地域の復興に努める。
1952年8月、毛沢東によって政務院副総理に任命され、1953年9月に財政部長（大臣）を兼任する。1954年9月に政務院が国務院に改組されると、引き続き副総理を務める。1955年4月の第7期党中央委員会第5回全体会議（第7期5中全会）において中央政治局委員に選出された。さらに1956年9月の第8期1中全会で党中央政治局常務委員に選出されて党内序列第6位となり、中央書記処総書記として党の日常業務を統括することとなる。
1957年6月に始まった反右派闘争では総書記としてその指揮を執る。約55万人が迫害を受け、毛沢東の死後にその99パーセント以上が冤罪であったと認められた事件であった。しかし鄧小平は毛沢東の指揮した大躍進政策の失敗以降次第に彼との対立を深めていく。大躍進政策失敗の責任を取って毛沢東が政務の第一線を退いた後、総書記の鄧小平は国家主席の劉少奇と共に経済の立て直しに従事した。この時期には部分的に農家に自主的な生産を認めるなどの調整政策がとられ、一定の成果を上げていったが、毛沢東はこれを「（共産主義）革命の否定」と捉えた。その結果1966年5月の文化大革命の勃発以降は「劉少奇主席に次ぐ党内第2の走資派」と資本主義寄りの政策を批判されて失脚し権力を失う。
1968年10月に全役職を追われ、翌年に江西省の南昌に追放された。「走資派のトップ」とされた劉少奇は文化大革命で死を遂げるが、鄧小平は「あれはまだ使える」という毛沢東の意向で完全な抹殺にまでは至らず、党籍だけは剥奪されなかった。南昌ではトラクター工場や農場での労働に従事するが、与えられた住居には暖房設備もなく、強制労働は過酷なもので、鄧は何度か倒れたが砂糖水を飲んでしのぐことしか許されなかった。
1973年3月に周恩来の復活工作が功を奏し、鄧小平は党の活動と国務院副総理の職務に復活し、病身の周恩来を補佐して経済の立て直しに着手する。同年8月の第10回党大会で中央委員に返り咲き、12月には毛沢東の指示によって党中央委員会副主席、中央軍事委員会副主席、中国人民解放軍総参謀長となり、政治局を統括した。
1974年4月、国際連合の資源総会に中国代表団の団長として出席して演説した。その際訪れたニューヨークの威容に驚嘆し、国家発展のためには製鉄業の拡充が急務と考え、新日本製鐵（新日鉄）などから技術導入を図る。1975年1月、国務院常務副総理（第一副首相）に昇格し、周恩来の病気が重くなると党と政府の日常業務を主宰するようになる。
着々と失脚以前の地位を取り戻していったかに見えたが、1976年1月8日に周恩来が没すると、鄧小平の運命は再び暗転する。前年から行われていた「教育革命キャンペーン」は、悔い改めない走資派（暗に鄧小平を示す）を狙ったものだと党機関紙や人民日報が伝えると、北京大学をはじめとした各大学の壁新聞は鄧小平批判であふれるようになった。さらに清明節の4月4日から5日未明にかけて、江青ら四人組が率いる武装警察や民兵が、天安門広場で行われていた周恩来追悼デモを弾圧（第一次天安門事件）するとデモは反革命動乱と認定され、鄧小平はこのデモの首謀者とされて再び失脚し、全ての職務を剥奪された。しかし党籍のみはとどめられ、広州軍区司令員の許世友に庇護される。同年9月に毛沢東が死去すると、後継者の華国鋒を支持して職務復帰を希望し、四人組の逮捕後の1977年7月に3度目の復活を果たす。

1954年、ダライ・ラマ14世（右）とパンチェン・ラマ10世（中央）を迎える鄧小平
1963年3月に周恩来（右）と談笑する鄧小平（左）
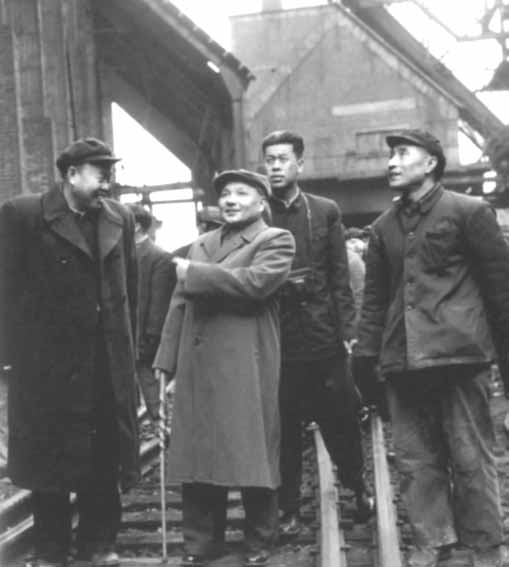
1958年12月に武漢鋼鉄を視察する鄧小平
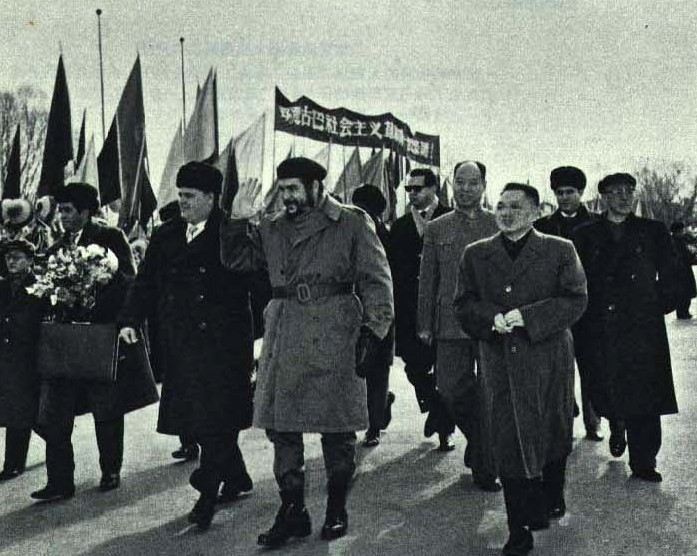
1965年4月に中国を訪問したチェ・ゲバラを迎える鄧小平
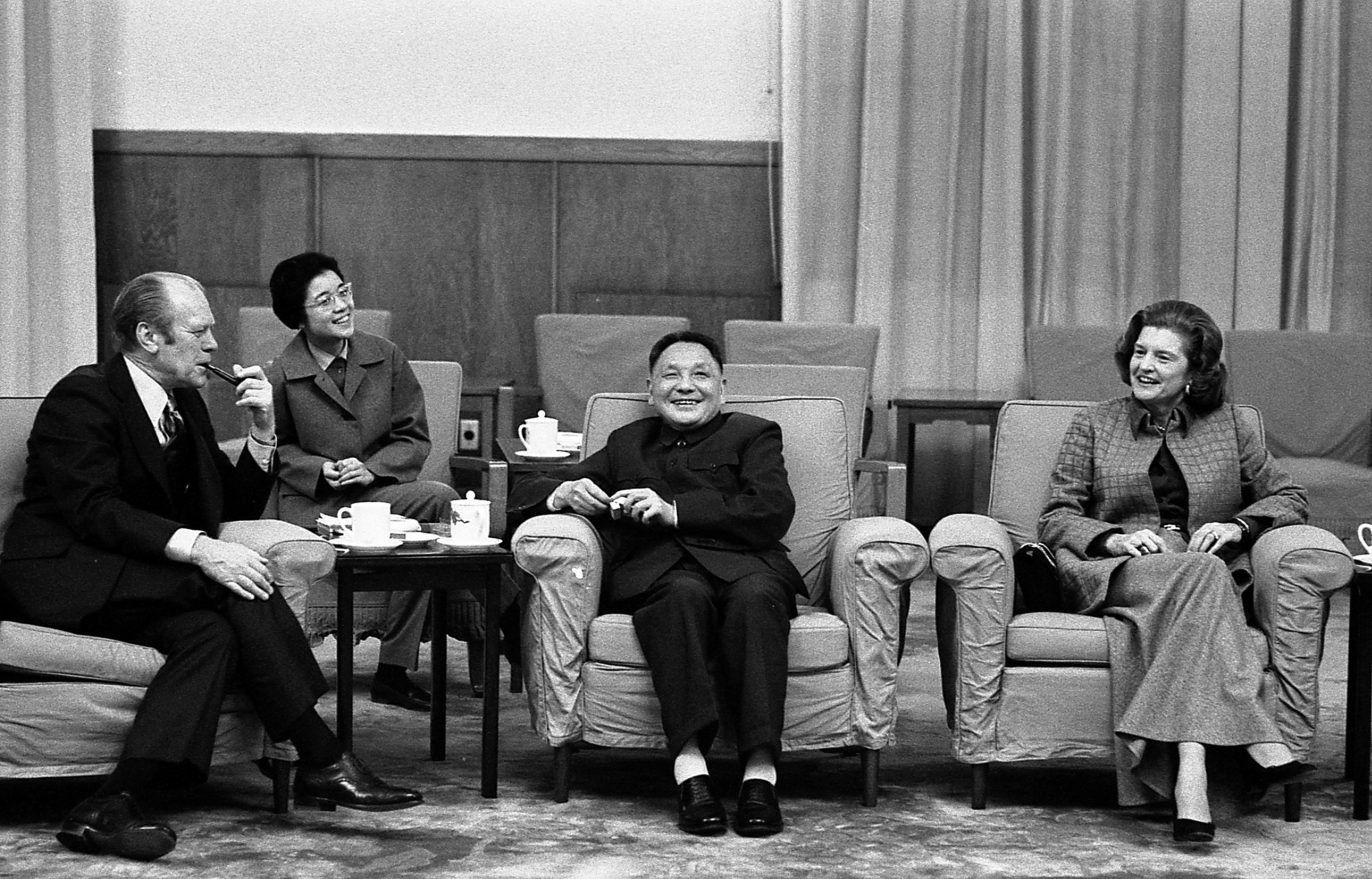
1975年12月に中国を訪問したアメリカのジェラルド・フォード大統領と会談する鄧小平

### 実権の掌握
1977年7月の第10期3中全会において、党副主席、国務院常務副総理、中央軍事委員会副主席兼人民解放軍総参謀長に正式に復帰した。翌8月に開催された第11回党大会において、文化大革命の終了が宣言される。鄧小平は文革で混乱した人民解放軍の整理に着手すると共に科学技術と教育の再建に取り組み、同年に全国普通高等学校招生入学考試を復活させる。
1978年10月、日中平和友好条約の批准書交換のため、当時は副総理だったが事実上の中国の首脳として初めて訪日して福田赳夫首相らに歓待され、中国の指導者としては初めて昭和天皇と会見した。
1976年2月のロッキード事件の渦中にあった田中角栄の私邸を田中の日中国交正常化の功績を称えるべく訪れたほか、日本社会党・公明党・民社党・新自由クラブ・社会民主連合・日本共産党といった野党6党の代表と会談し、自らを不老不死の霊薬を求めて来日した徐福に擬えた。千葉県君津市の新日鉄君津製鉄所を訪れて上海の宝山製鉄所への協力を仰ぎ、東海道新幹線に乗った際はその速さに驚嘆し、松下電器産業（パナソニック）では工場建設を呼びかけ、日産自動車の整然と作業する産業用ロボットに感銘を受けるなど先進技術施設の視察を精力的に行い、古都京都・奈良も訪れた。この訪日で鄧小平が見た日本の経済力、特に科学技術の躍進ぶりは、後の改革開放政策推進の動機になったとされる。
同年11月10日から12月15日にかけて開かれた党中央工作会議と、その直後の12月18日から22日にかけて開催された第11期3中全会において、文化大革命が否定されると共に「社会主義近代化建設への移行」すなわち改革開放路線の決定と歴史的な政策転換が図られ、1976年4月の第一次天安門事件の再評価も行われて周恩来の追悼デモは四人組に反対する「偉大な革命的大衆運動」とされた。当時74歳の老齢になっていた鄧小平はこの会議で中心的なリーダーシップを発揮し、この時に（党総書記など最高の役職には就いていないものの）中国の事実上の最高指導者となり実権を掌握したとされる。この会議の決議内容が発表されたときは全国的な歓喜の渦に包まれたという逸話が残っている。

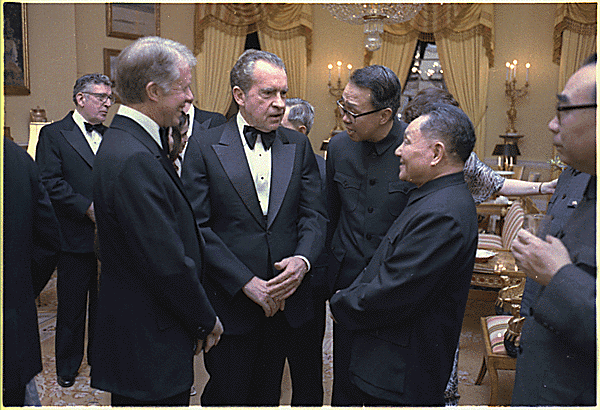
ジミー・カーター（左）、リチャード・ニクソン（中央）と（1979年のアメリカ訪問にて）

1979年1月1日にアメリカ合衆国との国交が正式に樹立されると、鄧小平は同28日から2月5日にかけてアメリカを訪問した。首都のワシントンD.C.でアメリカのジミー・カーター大統領との会談に臨んだ後、ヒューストン・シアトル・アトランタなどの工業地帯を訪れ、ロケット・航空機・自動車・通信技術産業を視察した。前年の日本訪問とこのアメリカ訪問で科学技術において立ち遅れた中国という現実を直視した鄧は、改革開放の強力な推進を決意した。同年7月に党中央は香港に隣接する広東省の深圳をはじめとする経済特区を設置した。この外資導入による輸出志向型工業化政策はその後極めて大きな成果を収めた。この彼のプラグマティズムは「白猫であれ黒猫であれ、鼠を捕るのが良い猫である」（中: 不管黑猫白猫，捉到老鼠就是好猫）という「白猫黒猫論」に表れている。しかし、この改革開放はかつての中体西用と同様に政治的には体制の改革を避け、経済的にはかつての広東システムのように一部地域に限った管理貿易で全面的なものではなく、その二面性は「窓を開けば、新鮮な空気とともにハエも入ってくる」（中: 打開窗戶，新鮮空氣和蒼蠅就會一起進來）という発言にも表れている。
1979年2月、ベトナム戦争時代の同盟国であり、毛沢東およびホー・チ・ミン死後にソ越友好協力条約を締結してソ連に接近したベトナムが、中国に友好的な民主カンプチアのポル・ポト政権をベトナム・カンボジア戦争で打倒したことに対して懲罰として中越戦争を開始した。この戦争は中国人民解放軍の撤退で終わったものの、1950年6月の朝鮮戦争以来の中国の大規模な軍事作戦であり、この戦争を主導したことは中国国内の権力闘争で鄧小平に有利に働いたとも評されている。毛沢東の後継者である華国鋒は「二つのすべて」と呼ばれる教条主義的毛沢東崇拝路線を掲げていたが、これを批判する論文が、鄧小平の最も信頼する部下である胡耀邦らにより人民日報・解放軍報・新華社通信に掲載されたのを機に、国家的な論争に発展。北京には「民主の壁」とよばれる掲示板が現れ、人民による自由な発言が書き込まれた。その多くは華国鋒体制を批判し、鄧小平を支持するものであった。華国鋒は追いつめられ、前述の1978年12月の党中央工作会議において毛沢東路線を自己批判せざるを得なくなり、党内における指導力を失っていった。最終的に華国鋒は1981年6月の第11期6中全会において党中央委員会主席兼中央軍事委員会主席を解任され、胡耀邦が党主席に就任し、鄧小平が党中央軍事委員会主席に就任した。前年の1980年9月に鄧小平の信頼が厚い趙紫陽が国務院総理（首相）に就任しており、ここに鄧小平体制が確立した。
1979年から、尖閣諸島問題や南海問題などでいわゆる「擱置争議，共同開発」の平和政策を提唱した。それは、領土主権の問題を見送って、自然資源を共に開発するというものである。
1980年4月、鄧小平体制はソ連との軍事同盟である中ソ友好同盟相互援助条約を破棄させ、1979年12月のソ連のアフガニスタン侵攻に抗議してモスクワオリンピックをボイコットし、アフガニスタンでソビエト連邦軍と戦っていたムジャヒディンへの支援も行い、アメリカの1984年ロサンゼルスオリンピックへの参加を決定し、カーターの後任で保守・右派のロナルド・レーガン大統領とも友好関係を築いてアメリカと中国の軍事協力などを推し進めた。カンボジアから再び中国に亡命してきたノロドム・シハヌークを保護し、鄧小平はシハヌークにクメール・ルージュと2度目の共同戦線を組むことを迫って1981年9月4日にポル・ポトとシアヌーク及び親米右派のソン・サンの反ベトナム3派による民主カンプチア連合政府（en:Coalition Government of Democratic Kampucheaを創設させてカンボジア内戦を長期化させた。この内戦により、民主カンプチア連合政府を支援したASEAN諸国と中国を関係改善させることに鄧小平は成功した。
1984年3月、中国を訪問した当時の中曽根康弘首相は鄧小平ら中国指導部と会談して第二次円借款の実施、中日友好病院・日中青年交流センター設置などで一致し、鄧小平は経済協力の拡大を呼びかけ、沿海部の経済特区指定も重なり、これ以降日本の対中直接投資は本格化する。一方で当時の胡耀邦総書記と比較して鄧小平は靖国神社問題などで日本に批判的であり、全国に日本の中国侵略の記念館・記念碑を建立して愛国主義教育を推進するよう指示を出して南京大虐殺紀念館を作らせた。
1984年12月、鄧小平とモスクワ中山大学の同窓生だった中華民国（台湾）の蔣経国に提案していた「一国二制度」構想のもと、イギリスの植民地であった香港の返還に関する英中共同宣言に、マーガレット・サッチャー首相（当時）と共に調印している。当時イギリス政府とともに香港社会に影響力を持っていた黒社会（三合会）は中国が本土と同様に取り締まり強化や中国の刑法の厳格な死刑適用を行う可能性を危惧したが、鄧小平は「黒社会も真っ黒ではない、愛国者も多い」（黑社會並不都黑，愛國的還是很多）と香港の暗黒街を容認する姿勢を述べて中華人民共和国公安部もこれに追従した。蔣経国とはシンガポール首相のリー・クアンユーや香港の商人で密使の沈誠らを通じて交渉を行い、1985年7月には香港などを介した大陸との間接貿易を台湾に事実上解禁させることに成功し、1987年11月には三親等以内の大陸親族への訪問の容認を引き出した。
1988年に、西沙諸島に2,600メートル級の本格的な滑走路を有する空港を完成させ、南シナ海支配の戦略拠点とした上で、3月にベトナムとの間で領有権を争いスプラトリー諸島海戦（南沙諸島海戦）で中国海軍が勝利した。南沙諸島はベトナムを植民地としたフランス領から日本領を経て領有権が明確でなく、他に台湾、フィリピン、マレーシア、ブルネイが領有権を主張する海域である。

### 中ソ和解と第二次天安門事件
1986年12月、反右派闘争などで冤罪となった人々の名誉回復に取り組む総書記の胡耀邦・国務院総理の趙紫陽（いずれも当時）らに対する談話で「自由化して党の指導が否定されたら建設などできない」「少なくともあと20年は反自由化をやらねばならない」と釘を刺した。1987年1月に政治体制改革をめぐって改革推進派の胡耀邦と対立し、胡を失脚させる。しかし、鄧は政治改革に全く反対だという訳では無かった。第一次国共内戦期から党に在籍し、「革命第一世代」と呼ばれた老幹部たちを、自身も含めて党中央顧問委員会へ移して政策決定の第一線から離すなどの措置をとった。ただし鄧自身は党内序列1位には決してならなかったものの、党中央軍事委員会主席として軍部を掌握し、党中央委員を退いて表向きは一般党員となっても、2年後の1989年11月までこの地位を保持し続けた。1987年11月の第13期1中全会では「以後も重要な問題には鄧小平同志の指示を仰ぐ」との秘密決議がなされたとされる。

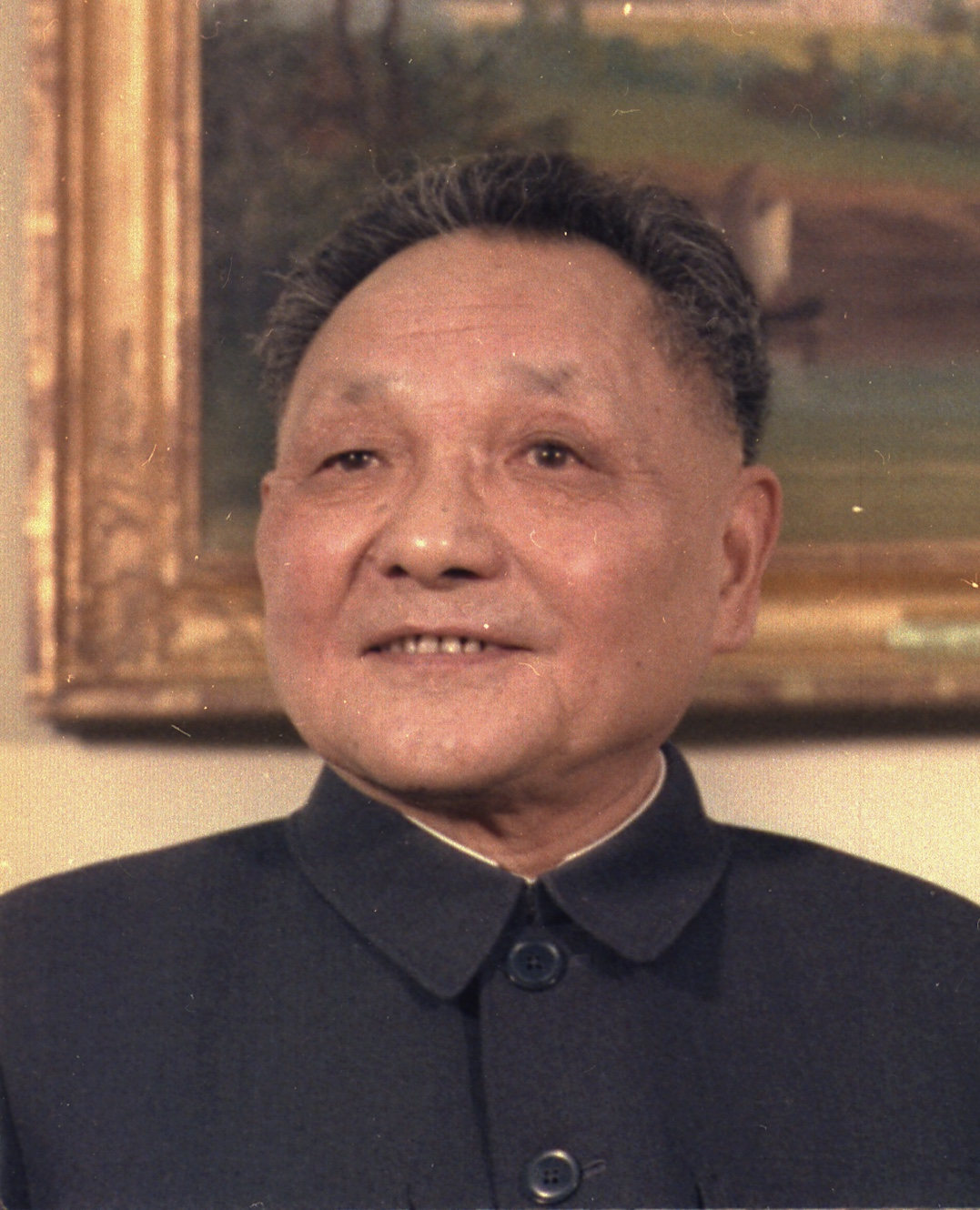
戒厳令の布告を決定した際の鄧小平（1989年）

1989年5月、訪中したソ連のミハイル・ゴルバチョフ書記長と会談して関係正常化で一致し、中ソ対立を終結させた。しかし生涯に3度の失脚（くしくもうち2回は学生が起こした暴動が一因）を味わったためか、民主化を推し進めたゴルバチョフと対照的に鄧小平は中国共産党の指導性をゆるがす動きには厳しい態度で臨み、1989年6月には第二次天安門事件で学生運動の武力弾圧に踏み切った。この事件については初め趙紫陽総書記などが学生運動に理解を示したのに対して、軍部を掌握していた鄧小平が陳雲・李先念ら長老や李鵬国務院総理らの強硬路線を支持し、最終的に中国人民解放軍による武力弾圧を決断したといわれる。イギリスの機密文書によると「200人の死が中国に20年の安定をもたらすだろう」と語ったと記録されている。
鄧小平は武力弾圧に反対した趙紫陽の解任を決定した。武力弾圧に理解を示し、上海における学生デモの処理を評価された江沢民（当時は上海市党委員会書記）を党総書記へ抜擢し、同年11月には第13期5中全会で党中央軍事委員会主席の職も江に譲った。第二次天安門事件後には一切の役職を退くが、以後もカリスマ的な影響力を持った。影響力を未だ維持していた鄧小平は、1992年の春節の頃の1月18日から2月21日にかけて、深圳や上海などを視察し、南巡講話を発表した。経済発展の重要性を主張するのみならず、ペレストロイカによるソビエト連邦の解体などを例にとって「経済改革も和平演変をもたらす政治改革につながる」と主張する党内保守派に対して、これを厳しく批判した南巡講話は、天安門事件後に起きた党内の路線対立を収束し、改革開放路線を推進するのに決定的な役割を果たした。また南巡講話では「中東には石油があるが、中国にはレアアースがある。中国はレアアースで優位性を発揮できるだろう」（中東有石油、中國有稀土、一定把我國稀土的優勢發揮出來）とも述べてハイテク産業や軍需産業に重要なレアアースの戦略的価値を重視し、当時世界の埋蔵量の8割も中国に存在していたとされるレアアースの大規模な生産を行って後に世界の9割も独占的に供給することになる路線を決定づけたとされる。以後、中国は急速な経済発展を進めることになった。

### 死去
鄧小平は香港返還を見ることなく、パーキンソン病に肺の感染の併発で呼吸不全に陥り、1997年2月19日21時8分に亡くなった。本人は自身の遺体の献体を望んだが、これは鄧楠の希望で実施されなかった。同年3月2日11時25分、遺灰は親族によって中国の領海に撒かれた。
中国中央電視台は鄧の死をトップニュースとして報道し、江沢民総書記は弔意を表し、天安門には半旗が掲げられた。死後翌日の2月20日、ニューヨークの国連本部でも追悼の意を表すために半旗が掲げられた。しかし中国各地の市民の生活は平常通り営まれていた。これは毛沢東が死去した時に盛大に国葬が営まれたのと対照をなす。
鄧小平の死後に鄧が唱えた社会主義市場経済・党の正当化などの理論は、鄧小平理論として党の指導思想に残された。

## 親族

### 妻
- 張錫媛（1928 - 1929）最初の妻。直隷省順天県房山県（現在の北京市房山区）出身。鄧小平と離婚後の1930年、産褥熱により23歳で死去。

- 金維映（1931 - 1933）2番目の妻。寧波府定海県岱山（現在の浙江省岱山県）出身。鄧小平と離婚後、李維漢と再婚し李鉄映を産んだ。1941年、モスクワの精神病院で看護師として働いている際にドイツ軍の爆撃機による空襲を受け37歳で死去。

- 卓琳（1939 - 1997）3番目の妻。雲南省曲靖市宣威市出身。鄧樸方、鄧楠、鄧榕、鄧質方の母。2009年に93歳で死去。

### 子女
- 長女：鄧林（1941 -）画家。中国美術家協会会員。

- 長男：鄧樸方（1944 -）中国人民政治協商会議副主席。

- 次女：鄧楠（1945 -）中国人民政治協商会議第12期全国委員会常務委員。

- 三女：鄧榕（1950 -）通称は毛毛。『わが父・鄧小平』の著者。夫は賀平。

- 次男：鄧質方（1952 -）物理学者。一人息子の鄧卓迪（鄧小平の唯一の孫）は、広西チワン族自治区百色市平果県副県長を務めていた。

## あだ名
名前の小平（シアオピン）の発音が小瓶と同じことから、しばしば「小瓶」と渾名されている。また身長150センチメートルと小柄ながら頭の回転が速く、眼光人を刺す如く鋭かったことから「唐辛子風味のナポレオン」、「鄧蝟子（ハリネズミの鄧）」、「鄧矮子（チビの鄧）」と呼ばれたりもした。毛沢東は鄧小平の人となりを「綿中に針を蔵す」と評した。
何度も失脚して政治生命が終わったかと思われたがその度に復活を果たし、ついには70代の老齢で中国の事実上の最高権力者になったことから、「不倒翁」とも渾名された。

## 逸話

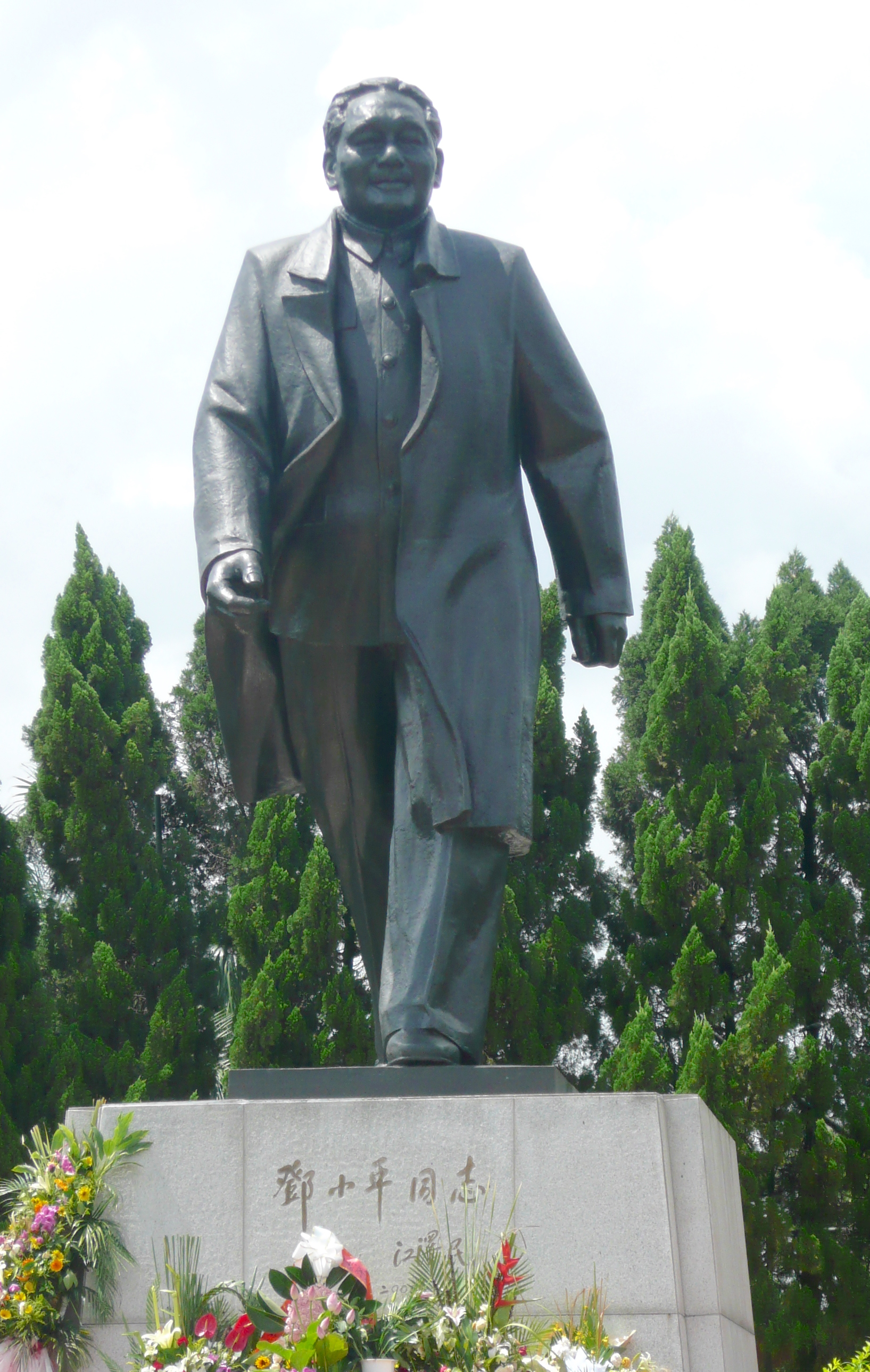
深圳に立つ鄧小平像

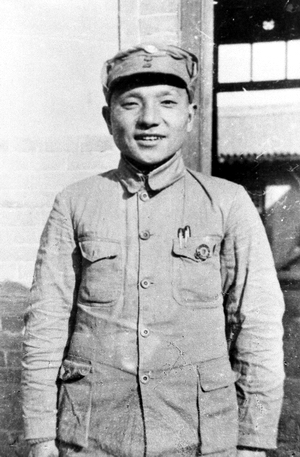
八路軍時代（1938年）

- フランスへの留学など、青年期に7年近いヨーロッパでの生活を送り、ワインとチーズが大好物でヨーロッパ文化への嫌悪感を持たなかった鄧小平は、いくつかの趣味を持っていた。特に有名なのはコントラクトブリッジであった。政府や共産党の公職から退いた後も、中華人民共和国ブリッジ協会の名誉主席を務め、国際的にも有名となった。
- フランス留学中に夢中になったものが2つあり、一つは共産党でもう一つはクロワッサンであった。これは無関係というわけではなく、フランスで一番おいしいクロワッサンの店を教えてくれたのは、後に北ベトナムの指導者になるホー・チ・ミンであった。
- サッカー好きでも知られていた。FIFAワールドカップの時には、ビデオなどを使ってほとんどの試合を見ていたといわれている。
- 背が伸びなかったのは、フランス滞在中、満足に食事を取れなかった栄養不足からだと後年、語っていた。
- 鄧小平の言葉として「黒い猫でも白い猫でも鼠を捕るのが良い猫だ」という「白猫黒猫論」が有名であるが、これは四川省の古くからの諺である。実際に彼が言ったのは「白い猫」ではなく「黄色い猫」である。これは最も鄧が好んだ言葉であり、毛沢東が鄧を弾劾する際にその理由の一つとしている。
- 実子である鄧樸方は、北京大学在学中に文化大革命に巻き込まれ、紅衛兵に取り調べられている最中に窓から「転落」（紅衛兵により突き落とされたとする説もある）、脊髄を損傷して身体障害者になった。事実紅衛兵によるこういった激しい暴行による傷害や殺人は多くあり、鄧小平自身も暴行を受けている。鄧小平は午前は工場労働をし、午後は息子の介護をした。この経験からか、中華人民共和国内の障害者団体に関わっていたことがある。
- 1974年4月に国際連合資源総会に出席した際、中国は過去も、現在も覇権を求めておらず、将来強大になっても覇権を求めないと演説した[46]。
- 1978年8月の日中平和友好条約交渉において、鄧小平がソ連を覇権主義と批判し、中国の反覇権を条約に明記するように主張していた、と当時日本国外務省の中国課長を務めた田島高志（元カナダ大使）は語る。その際に鄧小平が園田直外相に対し、「中国は、将来巨大になっても第三世界に属し、覇権は求めない。もし中国が覇権を求めるなら、世界の人民は中国人民とともに中国に反対すべきであり、近代化を実現したときには、社会主義を維持するか否かの問題が確実に出てこよう。他国を侵略、圧迫、搾取などすれば、中国は変質であり、社会主義ではない」と述べたという[47]。同条約調印式の際は日米安全保障条約と自衛隊の軍事力増強を歓迎すると表明した[48]。
- 1977年に中国を訪問した元陸将・陸上自衛隊第9師団長の三岡健次郎に対して鄧小平は「毛沢東主席は常々『過去のことは水に流そう』と言われた。しかも実際は日本が中国を助けた。日本が蔣介石を重慶まで追いやったから我々は日本軍の占領地域の後方に展開できた。そして8年間に3万から120万にまで増えたし、さらに数百万の民兵まで作り、120万の我々は3年で蔣介石軍を撃破できた。だから皆さんだけを責めるのは不公平だと思う」と述べ[49]、鄧小平の要請で三岡健次郎が設立した中国政経懇談会が始めた自衛隊OBによる日中交流は中断なく今日まで続いている[50]。
- 1978年10月の訪日時にはさまざまな談話を残した。「これからは日本に見習わなくてはならない」という言葉は、工業化の差を痛感したもので、2カ月後の第11期3中全会決議に通じるものであった。また日本を「遅れた国」と見なしてきた中華人民共和国首脳としても大きな認識転換であった。新幹線に乗った際には「鞭で追い立てられているようだ」「なんという速さだ。まるで風に乗っているようだ」という感想を漏らしている。日産自動車の工場を訪れた際は「ロボットはお金のことを言わないし、彼らがストライキするのを心配する必要もない」と述べ[13]、日本車の美しさも褒め称え、日産自動車から最高級乗用車の日産・プレジデントが特別に贈られた[51]。その他に「日本と中国が組めば何でもできる」という解釈によっては際どい発言を残してもいる。事実訪中した鈴木善幸自民党総務会長に対し、日中共同の兵器工場を中国に建設する計画を鈴木本人によれば真剣に提案してきたという[52]。訪日時の昭和天皇との会見で「あなたの国に迷惑をかけて申し訳ない」という謝罪の言を聞いた鄧小平は立ちつくしたと、入江相政は言っている[53]。鄧小平は1984年に昭和天皇の中国訪問を要請して昭和天皇も前向きだったものの、日本政府は沖縄訪問を優先したので見送られた[54][55]。天皇の中国訪問は明仁天皇となってから1992年10月に実現する。
- 毛沢東時代には教室や職場では必ず毛沢東の肖像が掲げられ、華国鋒時代になると毛沢東と華国鋒の肖像が並べて掲げられた。しかし鄧小平が実権を掌握した後はそれに倣わず、天安門などに毛沢東の肖像だけが掲げられるにとどまるようになった。
- 1979年、中国を訪問した松下幸之助に対して孫悟空の寓話を持ち出して日本の電子産業全体で中国の電子産業を支援させるという「君子の約束」を交わし[56][57]、松下は訪中の際は鄧小平に構想の遅れをわびていた[58]。
- 1980年5月、中国を訪問した岸信介の個人特使である矢次一夫と会談して台湾の蔣経国総統との仲介を依頼した[59]。
- 1989年、鄧小平は訪中した王永慶（中華民国で「台湾の松下幸之助」と呼ばれる）と会談し、巨大プロジェクト「海滄計画」が打ち出されるも台湾政府に中止された[60]。
- 蔣介石との世界反共連盟設立や文鮮明との国際勝共連合創設などの活動から日本の反共主義者の代表格で児玉誉士夫も従える「右翼のドン」とされてきた笹川良一とは日中国交正常化から親交を結んだ[61]。
- 天安門事件当時「20万人ぐらいの血の犠牲はかまわない。中国では100万人といえども小さな数にすぎない」「中国に西欧的民主主義を持ち込めば、国内は混乱し、難民が周辺地域に何億人も流出するだろう」と述べたと伝えられている[62]。
- 韓国の朴正煕大統領とは三菱商事の当時の藤野忠次郎社長の後押しで経済協力とホットライン開設を目的に接触していた[63][64]。朴正煕の暗殺で立ち消えとなった中韓のホットラインは2015年に娘の朴槿恵大統領が開設するまで実現されなかった[65]。
- 北朝鮮の最高指導者の金日成は長年の付き合いから「親密な同志で戦友」と評価していたが[66]、その後継者の金正日は後継者内定後初の外遊である1983年6月の中国訪問から帰国した際に中国の改革開放を「社会主義や共産主義を捨てた」「修正主義」と批判したことで鄧小平は「なんてばかなやつだ」「世間知らずの小童」と唾棄し、焦った金日成は謝罪を約束してそれを拒む金正日と口論になっている[67]。黄長燁によれば、金日成は中国式改革開放に肯定的であり[68]、金日成は生涯最後の外遊である1991年10月の中国訪問で鄧小平から改革開放を迫られて帰国後の会議で羅津・先鋒経済貿易地帯の設置を決定するも[66]、その跡を継いだ金正日は計画経済に固執して苦難の行軍という大飢饉を起こし、犬猿の仲となった鄧小平死後の21世紀に入ってから17年ぶりに中国を訪問して中国に経済支援を仰ぐこととなった。
- 歴史認識では「日中二千年の歴史に比べれば両国間の不幸な時期など瞼の一瞬き（ひとまばたき）にすぎない」と日本の首脳に述べたという[69]。ただし、奥野誠亮大臣の発言や閣僚の靖国神社参拝については「日中友好を好ましいと思わない人がいる」と批判している。